# Batrisodes clypeospecus
Batrisodes clypeospecus är en skalbaggsart som beskrevs av Park 1960. Batrisodes clypeospecus ingår i släktet Batrisodes och familjen kortvingar. Inga underarter finns listade i Catalogue of Life.